# Verkehrsgemeinschaft Rottal-Inn

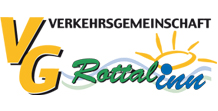
Logo Verkehrsgemeinschaft Rottal-Inn

Die Verkehrsgemeinschaft Rottal-Inn (abgekürzt VGRI) ist ein im September 1997 gegründeter Verkehrsverbund im Landkreis Rottal-Inn mit Sitz in der Kreisstadt Pfarrkirchen.

## Geschichte
Der VGRI wurde im September 1997 von neun im Landkreis Rottal-Inn tätigen Busunternehmen gegründet. Im Jahre 2002 schloss sich mit der Südostbayernbahn das einzige im Landkreis tätige Eisenbahnverkehrsunternehmen dem Verbund an.
Zusammen mit den im nördlich angrenzenden Verbundtarif DonauWald zusammengeschlossenen Landkreisen, der Stadt Passau und dem Landkreis Dingolfing-Landau wird angestrebt, dass bis Ende 2025 ein Verkehrsverbund Donau-Wald errichtet wird, in dem auch die VGRI aufgehen würde.

## Umfang
Der Verbund umfasst das Gebiet des Landkreises Rottal-Inn mit einer Fläche von 1280 km² und einer Einwohnerzahl von 118.800 Einwohnern (Stand 31. Dezember 2007).
Der VGRI umfasst 35 Buslinien und die folgenden beiden Bahnstrecken: Der innerhalb des Landkreises gelegene Abschnitt der Bahnstrecke Passau–Neumarkt-Sankt Veit zwischen den Stationen Massing und Bayerbach, sowie der kurze Abschnitt von Julbach nach Simbach am Inn der Bahnstrecke München–Simbach.

## Tarif
Der Tarif der VGRI umfasst alle Fahrten mit Bussen oder Zügen innerhalb des Landkreises Rottal-Inn. Ausnahmen bilden lediglich Fahrten in der Marktgemeinde Bad Birnbach und auf der privat betriebenen Buslinie Diepoltskirchen–Hebertsfelden.
Das Tarifgebiet ist seit dem 1. September 2002 in Waben eingeteilt. Die Anzahl der befahrenen Waben bestimmt die Preisstufe für die unterschiedlichen Einzelfahrkarten, Mehrfahrtenkarten und Zeitkarten. Seit diesem Zeitpunkt gilt der Tarif auch auf den beiden Bahnstrecken innerhalb des Tarifgebietes. Bei Erwerb und Nutzung von Einzelfahrscheinen mit Bahncard 25 oder Bahncard 50 wird ein Rabatt von 25 % gewährt. Die Bahncard 100 wird als Fahrschein anerkannt.
Für über das Tarifgebiet hinausreichende Fahrten gelten in der Regel die Haustarife von DB Ostbayernbus und DB AG.

## Beteiligte Firmen
- Stadtwerke Pfarrkirchen
- Brodschelm Verkehrsbetrieb GmbH
- DB Regio AG
  - DB RegioNetz Verkehrs GmbH Südostbayernbahn
  - Regionalbus Ostbayern GmbH (DB Ostbayernbus)